# 好萊塢弦樂四重奏團
好萊塢弦樂四重奏團（英語：Hollywood String Quartet）於1948年在美国成立。
创始团员都是好莱坞电影公司的录音室演奏家而得名，他们分别是：Felix Slatkin（小提琴手）、Paul Shure（小提琴手）、Paul Robyn（中提琴手）、Eleanor Aller（女大提琴手）。1954年，Alvin Dinkin担任新的中提琴手。好莱坞弦乐四重奏于1961年解散。